# Кази
Кази́ (каз. Қазы) — село у складі Аккулинського району Павлодарської області Казахстану. Входить до складу Малибайського сільського округу.
Населення — 505 осіб (2021; 696 у 2009, 814 у 1999, 1297 у 1989).
Національний склад станом на 1989 рік:
- казахи — 68 %